# هونتسه
هونتسه (به دانمارکی: Hundested) یک منطقهٔ مسکونی در دانمارک است که در کمون هلسنس واقع شده‌است.
هونتسه ۷٫۵۹ کیلومتر مربع مساحت و ۸٬۶۱۶ نفر جمعیت دارد.

## خواهرخوانده
شهر بخش بوستا خواهرخواندهٔ هونتسه هست.